# Castell de Leiva
Castell de Leiva és una fortificació situada en el municipi de Leiva (La Rioja) i està protegit com a bé d'Interés Nacional. És un palau-fort flanquejat per quatre torres octògones, una en cada costat, i estan envoltades de fossats. La seva arquitectura sembla pertànyer als segles xiv i xv. Va pertànyer als senyors de Leiva.